# Fényeslitke
Fényeslitke ist eine Gemeinde im Kreis Kisvárda im Komitat Szabolcs-Szatmár-Bereg, die sich in der Nördlichen Großen Tiefebene im Nordosten Ungarns befindet.
Sie wurde 1334 das erste Mal urkundlich erwähnt.
Durch seine Lage an der Hauptstraße Nr. 4 (Europastraße 573) und an der Bahnstrecke Nyíregyháza–Tschop unweit des Länderdreiecks Ungarn / Slowakei / Ukraine ist Fényeslitke ein bedeutender Logistik-Standort.

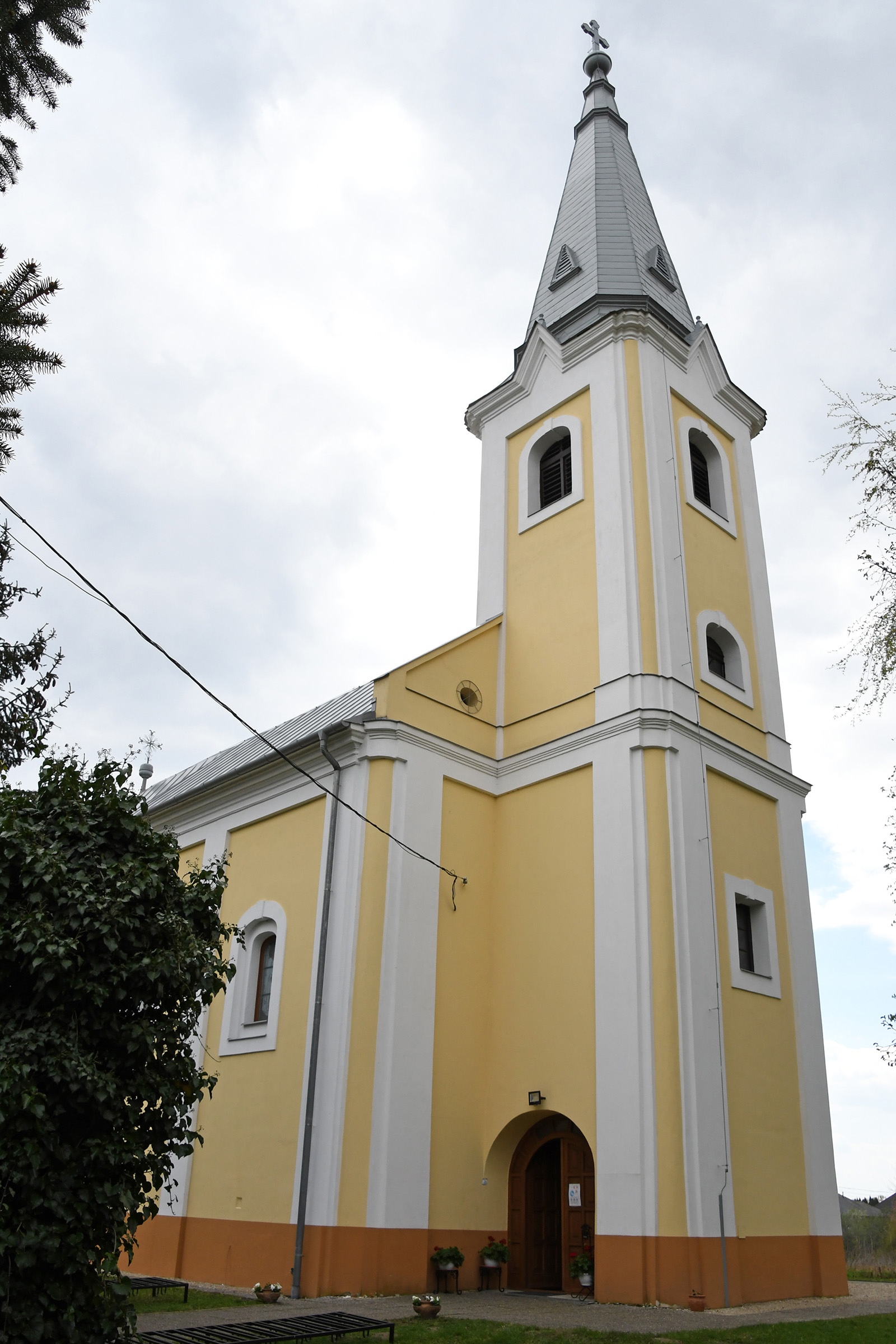
Römisch-katholische Kirche Szentháromság
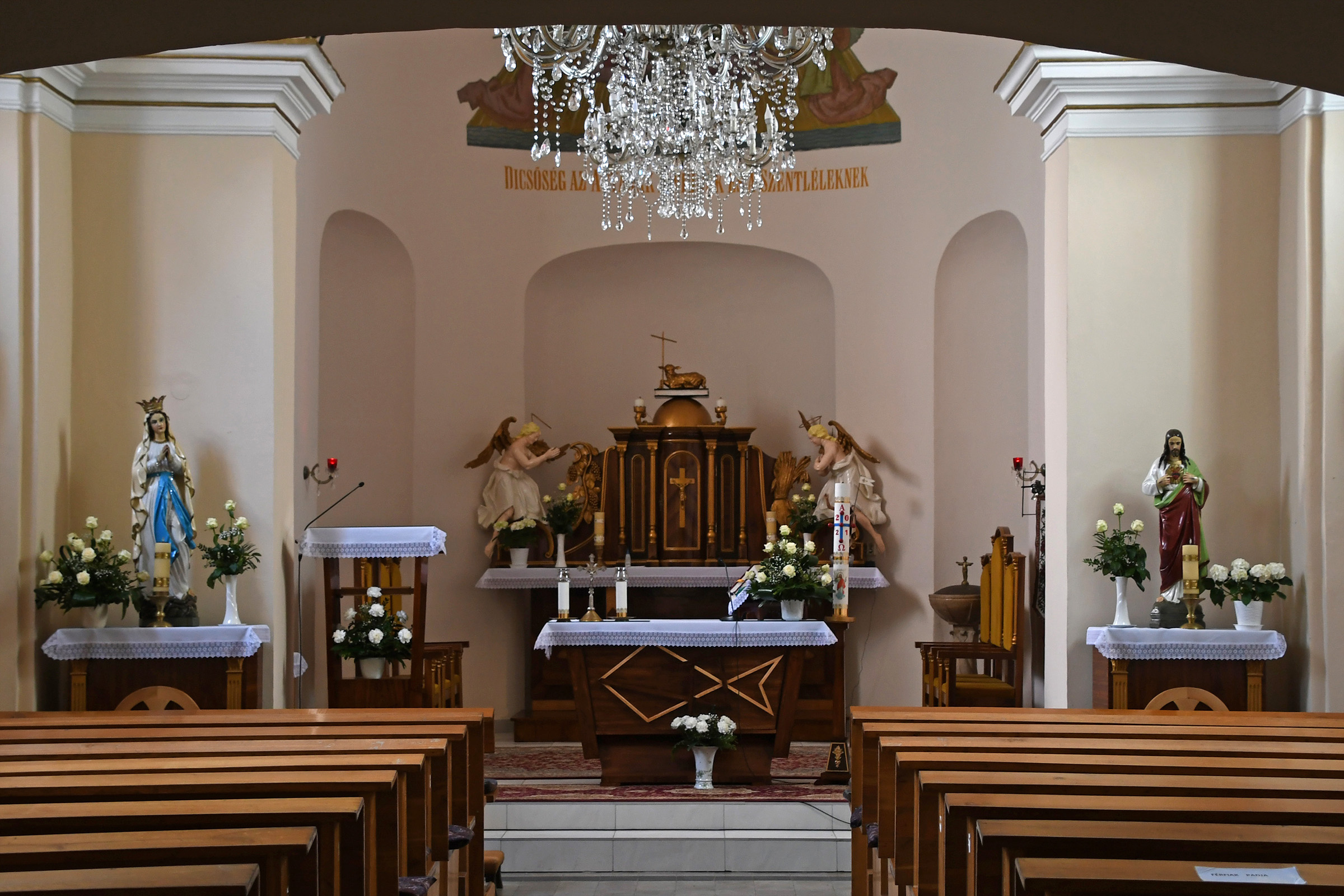
Innenraum der Raum
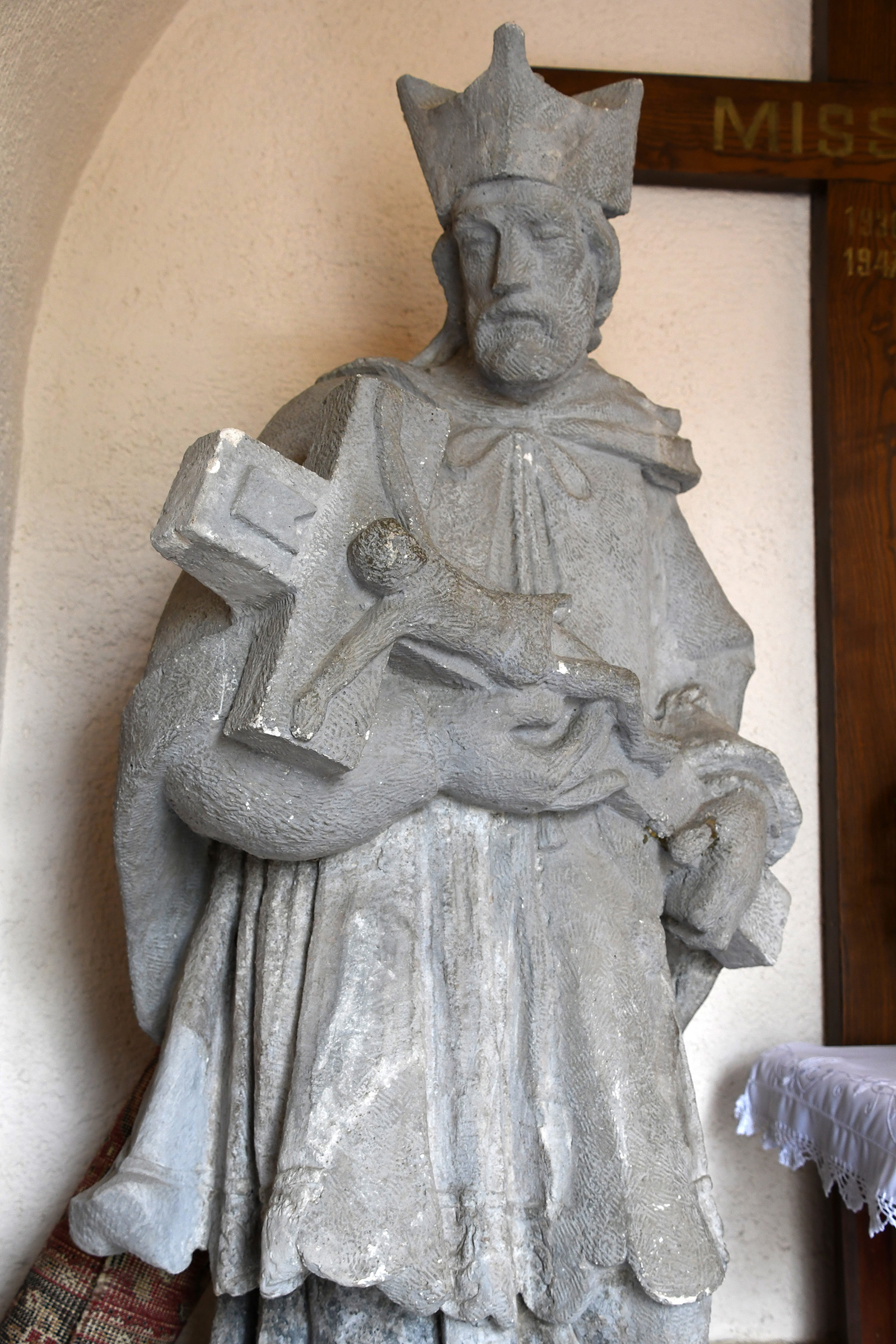
Nepomuki-Szent-János-Statue in der Kirche